# سیارک ۱۸۱۲۳
سیارک ۱۸۱۲۳ (به انگلیسی: 18123 Pavan، نامگذاری:2000NS27) هجده هزار و صد و بیست و سومین سیارک کشف شده‌است که در ۴ ژوئیه ۲۰۰۰ کشف شد.
قدر مطلق سیارک برابر ۲۲.۴ است.